# Ermentrude av Orléans
Ermentrude av Orléans, född 27 september 823, död 6 oktober 869, var en drottning av Frankrike; gift 842 med Karl den skallige.

## Biografi
Ermentrude  var dotter till greve Odo av Orléans och Engeltrude av Paris. Hon gifte sig med Karl II den skallige den 14 december 842 i Quierzy-sur-Oise (eller i Crécy-en-Ponthieu).
Johannes Scotus Erigena beskrev Ermentrude som femina fortis (stark kvinna). Hon uppges ha motsvarat de krav som ställdes på en kristen drottning, vilken var att sköta hushåll och dess ekonomi, föda och uppfostra barn och hålla efter hushållets moral och agera förebild för en kristen hustru och mor utåt. I enlighet med en kristen drottnings roll, agerade hon som beskyddare för olika kyrkor och kloster och tycks ha haft en god relation till kyrkan. Karl gav henne klostret i Chelles som förläning. År 866 blev hennes bror avrättad av hennes make för uppror.
Ermentrude kröntes den 25 augusti 866 i klostret Saint-Médard i Soissons av Hinkmar av Reims, över tjugo år efter att hon blev drottning. Kröningen var politisk och illustrerade den idealiska drottningen och dennas samhällsroll som ett exempel för en idealisk kristen hustru och mor, och hon jämfördes med ett flertal bibliska kvinnor.
År 867 separerade Ermentrude från Karl år 867 på grund av meningsskiljaktigheter om Lothar II, som ville avvisa sin hustru Theutberga på grund av sterilitet. Ermentrude tog parti för Theutberga medan Karl II tog parti för Lothar II. Hon blev inte förskjuten av maken utan lämnade honom på eget initiativ till klostret Hasnon i Valenciennes, där hon dog den 6 oktober 869. 
Karl II inledde 869 ett förhållande med Richilde av Provence medan Ermentrude fortfarande var vid liv, och gifte sig med henne året efter Ermentrudes död. 